# Cymothoe capella
Cymothoe capella är en fjärilsart som beskrevs av Ward 1871. Cymothoe capella ingår i släktet Cymothoe och familjen praktfjärilar. Inga underarter finns listade i Catalogue of Life.